# Каммон (пролив)

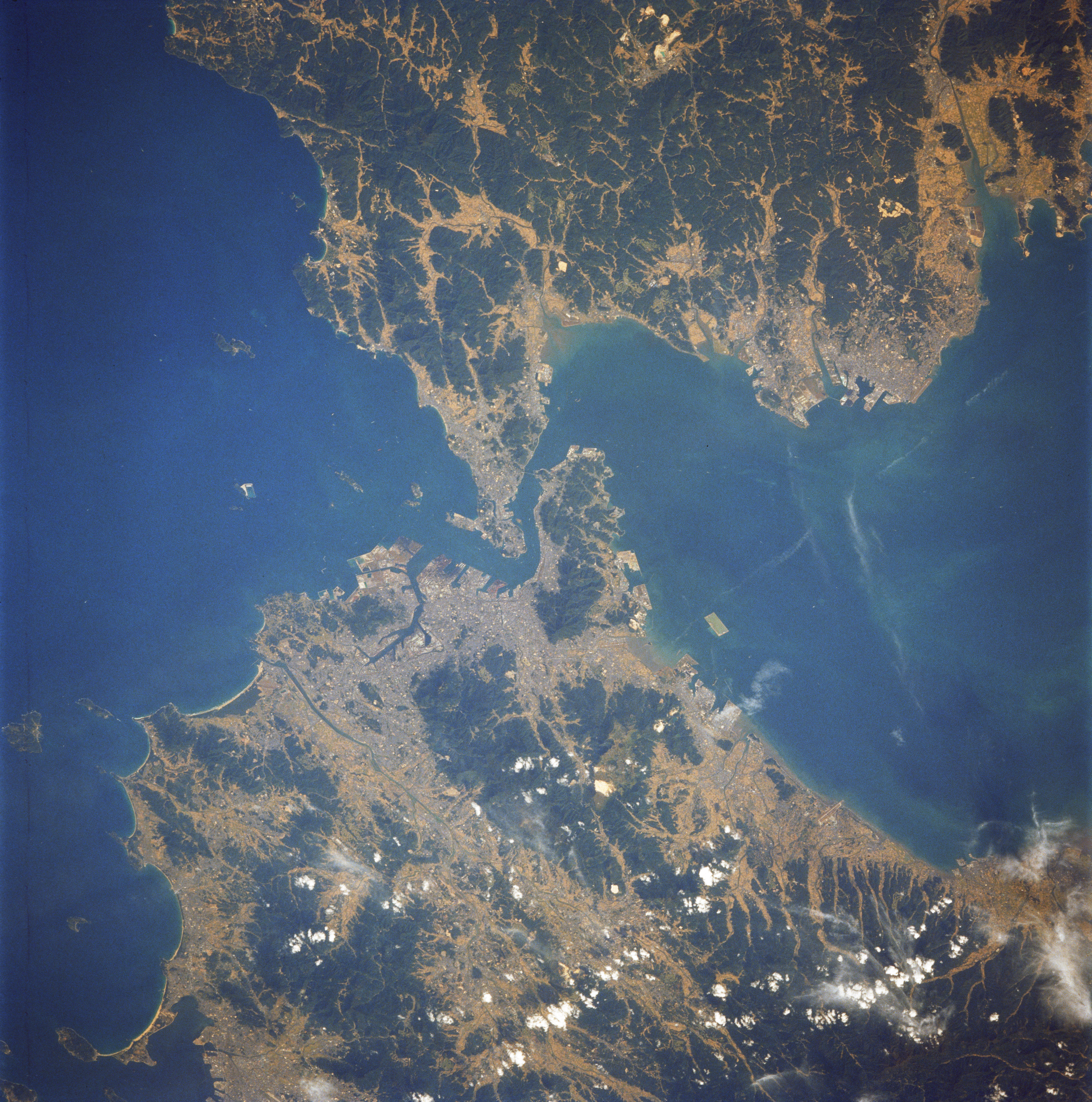
Вид пролива со спутника. Остров Хонсю расположен сверху снимка, Кюсю — снизу

Каммо́н (яп. 関門海峡 Каммон кайкё:) — морской пролив, разделяющий японские острова Хонсю и Кюсю. Иногда его называют Анато (яп. 穴戸海峡 Анато кайкё:), Бакан (яп. 馬関海峡 Бакан кайкё:) или Симоносеки (яп. 下之関海峡 Симоносэки кайкё:), а также говорят во множественном числе, упоминая не пролив, а проливы: непосредственно между Хонсю и Кюсю пролив называется Осэто (яп. 大瀬戸 О:сэто), между Хонсю и Хикосимой — Косэто (яп. 小瀬戸 Косэто) или Одо (яп. 小門海峡 Одо кайкё:). Узкое место Осэто шириной до 600 метров называют Хаятомо-но-Сэто (яп. 早鞆の瀬戸 Хаятомо но сэто).

## Население
В районе пролива проживают около 1.3 миллиона человек, хотя оценки сильно разнятся. На стороне острова Хонсю расположен крупный город Симоносеки. На Кюсю — Китакюсю. Построенный в 2006 году новый аэропорт последнего также находится поблизости.

## Транспорт

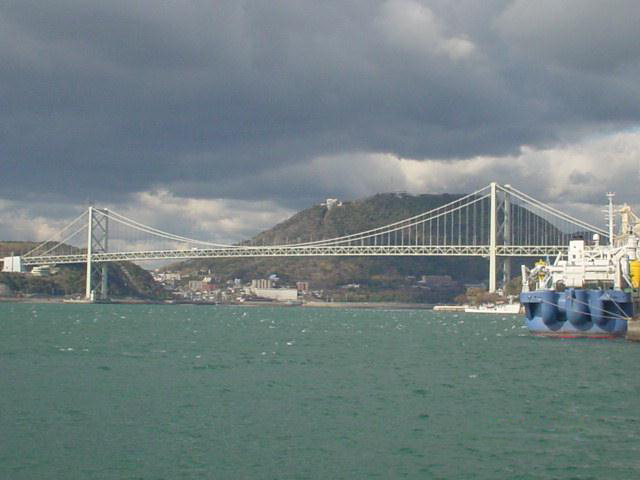
Мост Каммон

Пролив можно пересечь на паромах, по мосту Каммон или по построенным в XX веке тоннелям для поездов, автомобилей и даже пешеходов.
В Симоносеки также имеется международный терминал, откуда паромы ходят в порты Китая и Южной Кореи.

## Экономическое значение
Каммон соединяет Японское и Внутреннее Японское море, поэтому он активно используется грузовыми судами. Также в районе пролива развит туризм.

## Историческое значение
- Битва при Данноура
- Битва в Симоносекском проливе (1863)
- Бои за Симоносеки
- Симоносекский договор